# Narodnaya Volya
Narodnaya Volya (tiếng Nga: Наро́дная во́ля, IPA: [nɐˈrodnəjə ˈvolʲə], nghĩa đen. 'Ý chí nhân dân') là một hội kín khủng bố cánh tả hoạt động thời Đế quốc Nga, nổi tiếng với vụ ám sát thành công Sa hoàng Aleksandr II. Nhóm này được thành lập vào năm 1879 bởi những người cấp tiến Narodnik với khẩu hiệu "đất đai và xã hội tự do". Họ chịu ảnh hưởng của cuộc cách mạng Pháp, chủ trương lật đổ chế độ quân chủ và tiến lên xã hội chủ nghĩa nông nghiệp.